# Trần Việt (phi công)
Trần Việt (sinh năm 1946) là một phi công Quân đội nhân dân Việt Nam, nguyên Phó Tư lệnh Quân chủng Phòng không – Không quân, hàm Thiếu tướng, danh hiệu Anh hùng Lực lượng vũ trang nhân dân.

## Tiểu sử
Trần Việt sinh ngày 29 tháng 4 năm 1946 ở xã xã Nhơn Phúc, huyện An Nhơn, tỉnh Bình Định. Trong thời kỳ chống Pháp, cha ông thoát ly gia đình để hoạt động bí mật. Năm 1955, khi mới 9 tuổi, từ cảng Quy Nhơn, ông được mẹ mình tiễn lên tàu tập kết ra Bắc mà không có bất kỳ người thân nào đi cùng. Năm 1965, ông tốt nghiệp trung học phổ thông ở Trường Phổ thông cấp 3 (này là trường Việt Đức).
Sau khi tốt nghiệp, ông đăng ký thi tuyển phi công và bất ngờ trúng tuyển. Từ năm 1965 đến 1968, ông được cử sang Liên Xô đào tạo lái máy bay MiG-21. Tháng 4 năm 1968, ông tốt nghiệp và được biên chế vào Đại đội 3, Trung đoàn 921 (Đoàn Sao Đỏ), hàm Binh nhì. Từ năm 1968 đến 1972, ông đã xuất kích 52 trận, góp công cùng đồng đội đánh chặn nhiều máy bay Mỹ.
Từ năm 1977, ông lần lượt làm Trung đoàn phó, Trung đoàn trưởng Trung đoàn 921 (Sư đoàn 371), Sư đoàn phó, Tham mưu trưởng, Sư đoàn trưởng Sư đoàn không quân 371. Năm 1998, ông được bổ nhiệm làm Tham mưu phó Quân chủng Không quân. Năm 1999, Quân chủng Phòng không và Quân chủng Không quân sáp nhập làm Quân chủng Phòng không – Không quân, ông tiếp tục làm Tham mưu phó.
Ngày 22 tháng 9 năm 2005, theo quyết định của Thủ tướng Chính phủ, ông được giữ chức vụ Phó tư lệnh Quân chủng Phòng không – Không quân. Ngày 14 tháng 12 năm 2006, ông nhận quyết định nghỉ hưu và chính thức về hưu ngày 1 tháng 3 năm 2007.

## Chiến tích
Trong đời binh nghiệp, Thiếu tướng Trần Việt đã bắn hạ 3 máy bay Mỹ (phía Mỹ xác nhận 2 trường hợp):
- Ngày 8 tháng 7 năm 1972, biên đội bay gồm ông và Đặng Ngọc Ngự cất cánh từ sân bay Vĩnh Phú (Kim Anh, Vĩnh Phú) ra Thanh Sơn (Vĩnh Phú). Ông bắn hạ một máy bay F-4 nhưng Đại đội trưởng Đặng Ngọc Ngự hy sinh.[2]
- Ngày 30 tháng 9 năm 1972, ông cất cánh cùng phi công Danh và bắn hạ một chiếc F-4. Chiếc này được tuyên bố là máy bay Mỹ thứ 300 bị Không quân Việt Nam bắn hạ.[1]
- Ngày 27 tháng 12 năm 1972, ông đơn độc cất cánh ở sân bay Miếu Môn (Hà Tây) dưới sự dẫn đường của Lê Thành Chơn và Lê Kiếu, bắn hạ một chiếc F-4 do Thiếu tá Carl H. Jeffoat và Trung úy Jack R. Trimble điều khiển.[8][9][10]

## Đời tư
Cha của tướng Trần Việt là người Huế nhưng hoạt động ở Bình Định. Năm 1955, ông cũng tập kết ra Bắc, nhưng lo sợ kẻ địch trả thù nên ông nhờ một cơ sở bí mật sắp xếp cho con trai đi một chuyến tàu khác. Trong thời gian chiến tranh, hai cha con cũng rất ít gặp nhau, một phần vì người cha công tác ở Hà Tĩnh.
Vợ của Thiếu tướng là bà Nguyễn Việt Nga, cựu sinh viên Đại học Dược. Năm 1972, bà Nga tốt nghiệp và được bố trí công tác tại Thái Nguyên nên hai người định ngày cưới vào ngày Noel năm đó (24 tháng 12). Song, thời điểm đó trùng với thời gian diễn ra trận Điện Biên Phủ trên không, các phi công trong đó có ông Việt luôn trong tình trạng trực chiến. Do không có lời báo trước, bà Nga và bố chồng (xin phép nghỉ để tham dự đám cưới của con trai) đã bất chấp bom đạn mà đi tìm người. Đám cưới cuối cùng được tổ chức vào ngày 6 tháng 1 năm 1973.
Sau khi nghỉ hưu, ông tham gia nhiều hoạt động, chương trình khác nhau, phần nhiều trong số đó là các buổi trưng bày, triển lãm, cầu truyền hình, tọa đàm, hội thảo khoa học,... về 12 ngày đêm Điện Biên Phủ trên không, cũng như một số hoạt động kết nghĩa của đơn vị. Năm 2012, ông đã có cuộc gặp mặt với phi công Trung tá Jack R. Trimble, phi công trên chiếc máy bay bị ông bắn hạ ngày 27 tháng 12 năm 1972. Trimble đã chuyển lời cảm ơn của mẹ ông tới phi công Trần Việt: Tôi chuyển lời cám ơn của mẹ tôi tới ông, bởi, ông tuy bắn rơi máy bay của tôi nhưng không bắn chết tôi. Hai người về sau không còn gặp lại nhưng đây là khởi đầu cho các cuộc gặp gỡ giữa các cựu phi công hai nước, những người từng ở hai đầu chiến tuyến.

## Vinh danh
- Huân chương Chiến công hạng Nhất (2), Nhì, Ba (2)
- Huân chương Kháng chiến chống Mỹ cứu nước hạng Ba
- Huân chương Chiến sĩ vẻ vang hạng Nhất, Nhì, Ba
- Huy chương Quân kỳ quyết thắng
- 3 Huy hiệu Bác Hồ[2]

Năm 2013, ông được Chủ tịch nước phong tặng danh hiệu Anh hùng Lực lượng vũ trang nhân dân.
Chiếc máy bay MiG-21 mang số hiệu 5033 do ông từng điều khiển hiện đang được trưng bày tại Bảo tàng Bắc Ninh.